# Суданская малая дрофа
Суда́нская ма́лая дрофа́ (лат. Lissotis hartlaubii) — вид птиц семейства дрофиные.

## Описание
Самец суданской малой дрофы достигает величины 60 см и весит от 15 до 16 кг. Суданская малая дрофа похожа на родственную чернобрюхую малую дрофу (Lissotis melanogaster). Низ спины, надхвостье и хвост чёрные. У самки голова и задний затылок кремового цвета с тёмными коричневыми отметинами. Живот белёсый, а хвост светлее чем у самца. Цыплята кремового цвета со светлыми и тёмными отметинами.

## Распространение
Область распространения суданской малой дрофы простирается от восточного Судана через Эфиопию к северо-западному и южному Сомали, северо-восточной Уганде, северо-западной и южной Кении до северной Танзании.

## Местообитание
Суданская малая дрофа населяет открытые, высокие луга с отдельными акациями на высоте до 1 600 м. В Кении она обитает в более сухих местах распространения чем чернобрюхая малая дрофа. В Эфиопии она предпочитает саванны с низкой травой и акациями, встречается там на высоте до 2 000 м.

## Образ жизни
Суданская малая дрофа обычно оседлая птица. Однако наблюдения за птицами в Серенгети показали, что они предпринимают путешествия по саванне между январем и февралем и между сентябрем и октябрем. Основное питание суданской малой дрофы состоит из растений и беспозвоночных. В Эфиопии активность гнездования наблюдалась в апреле. В Восточной Африке период гнездования во время сезонов дождей в январе и июне, где трава выше всего.

## Классификация
Суданская малая дрофа была описана в 1863 году Теодором фон Гейглином как Otis hartlaubii. Иногда её относят к роду Eupodotis.